# 敘利亞-瑪拉巴禮天主教埃爾納古勒姆暨安加馬利大總教區
敘利亞-瑪拉巴禮天主教埃爾納古勒姆暨安加馬利大總教區（拉丁語：Archidioecesis Ernakulamensis-Angamaliensis）是東儀天主教（敘利亞－瑪拉巴禮教會）在印度南部的一個大總教區，位於該國喀拉拉邦中部。此大總教區下轄兩個教區。
1896年7月28日設立埃爾納古勒姆宗座代牧區。1923年12月21日升為總教區。1992年12月16日升為大總教區。
2009年有教友513,000名，佔轄區總人口百分之十一。由739名司鐸名管理347個堂區。現任大總主教為喬治·阿倫謝雷樞機，輔理主教為施巴斯坦·阿達仁特勒和若瑟·普滕維蒂爾。